# Emil Bressler
Emil Bressler, auch Emil Breßler und Emil Brehsler (* 3. Dezember 1847 in Wien; † 29. Jänner 1921 ebenda) war ein österreichischer Architekt des Historismus.

## Leben
Über Herkunft und Familie von Emil Bressler ist nichts weiter bekannt. Jedenfalls war der Kaufmann Albert Hardt sein Vormund. 1866–1868 studierte er an der Technischen Hochschule in Wien, des Weiteren auch an jener in Stuttgart bei Christian Friedrich von Leins und an der École des Beaux-Arts in Paris bei Jean-Louis Pascal.
Von 1882 bis 1888 wirkte Bressler in einer Bürogemeinschaft mit Ludwig Baumann. Er war sehr erfolgreich als Architekt nicht nur in Wien, sondern auch in den Ländern der Monarchie tätig. Internationales Ansehen brachte ihm auch die Errichtung verschiedener Ausstellungsbauten. Von 1898 bis zu seinem Tode arbeitete er in Bürogemeinschaft mit Gustav Wittrisch.
Bressler erhielt zahlreiche Auszeichnungen und Orden (Ritter des Franz-Joseph-Ordens 1888, Baurat 1899, Orden der Eiserner Krone III. Klasse 1912, Oberbaurat 1916, Goldenes Verdienstkreuz mit der Krone, Ritter des belgischen Leopoldsordens, Ritter des spanischen Isabella-Ordens, Ritter des russischen Stanislaus-Ordens) und war Mitglied in der Genossenschaft der bildenden Künstler Wiens (ab 1875), Präsident des Niederösterreichischen Gewerbevereins (ab 1886), Mitglied der Gesellschaft österreichischer Architekten (ab 1906), Vizepräsident der Zentralvereinigung der Architekten Österreichs (ab 1908), Mitglied im Österreichischen Werkbund (ca. 1914) und gerichtlich beeideter Sachverständiger und Schätzmeister.
Bressler starb im 74. Lebensjahr an einer Lungenentzündung und wurde auf dem Grinzinger Friedhof beigesetzt.

## Werk

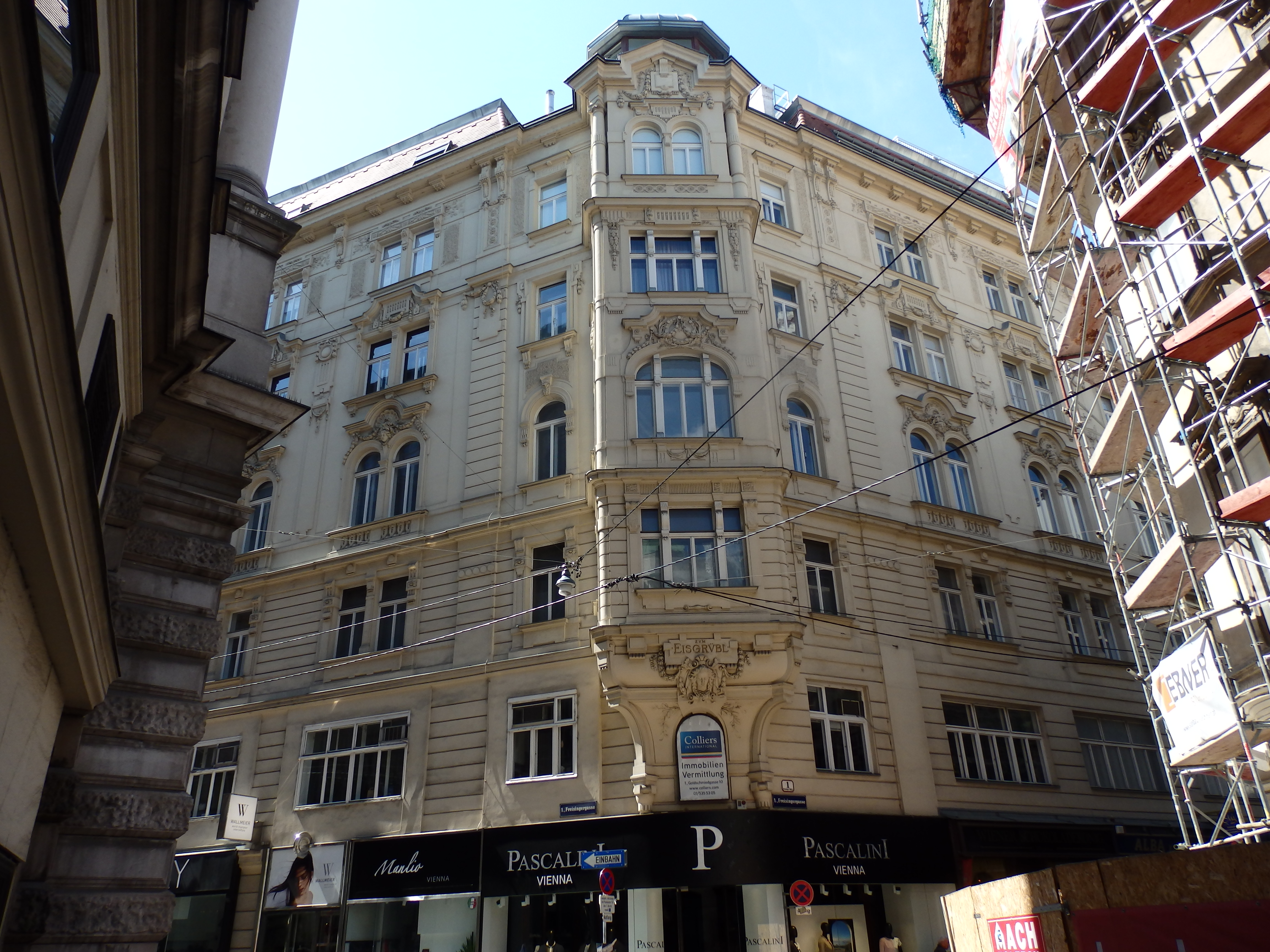
Freisingergasse 1 (1895–1897)

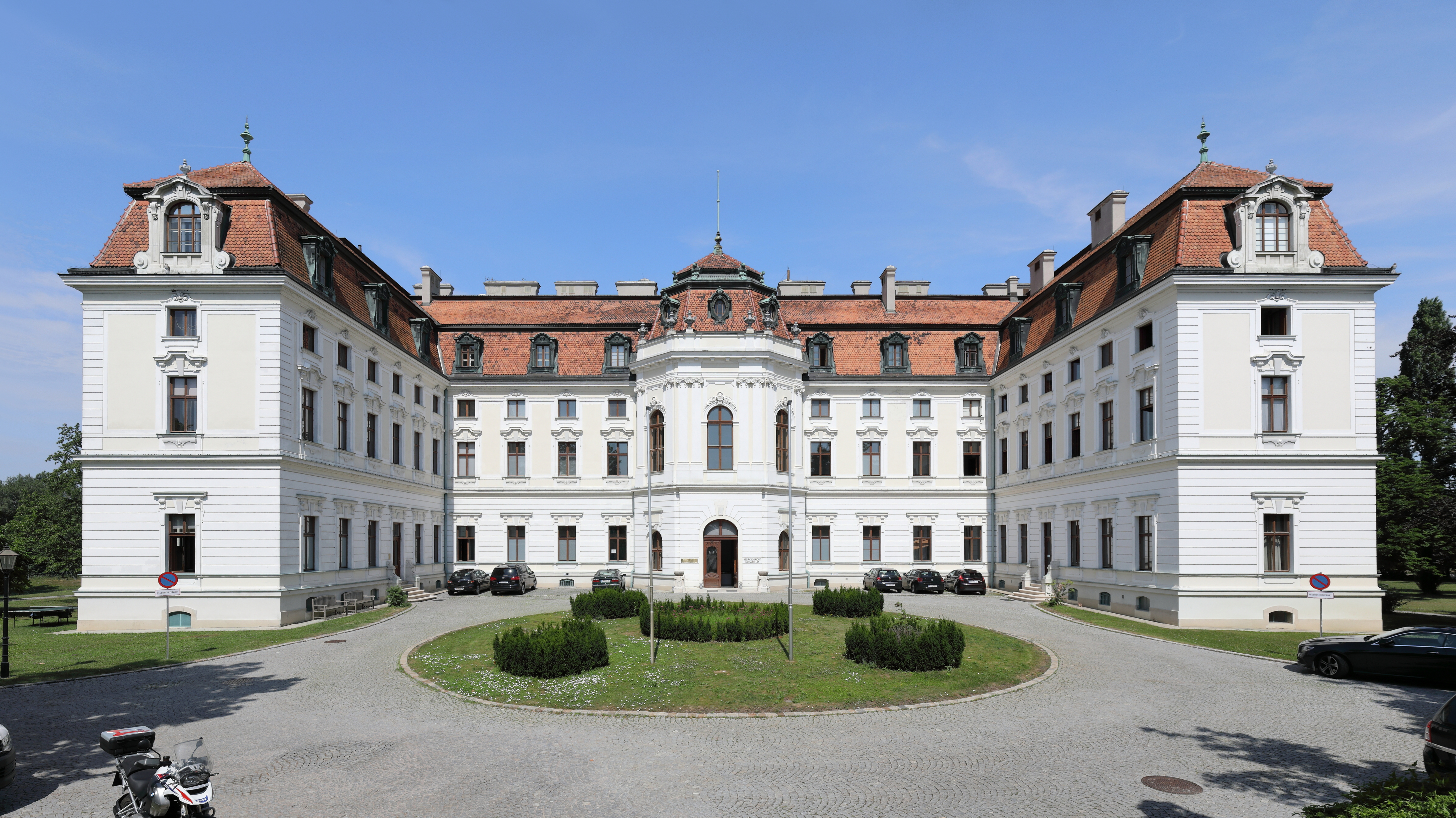
Schloss Altkettenhof in Schwechat (1901–1902)

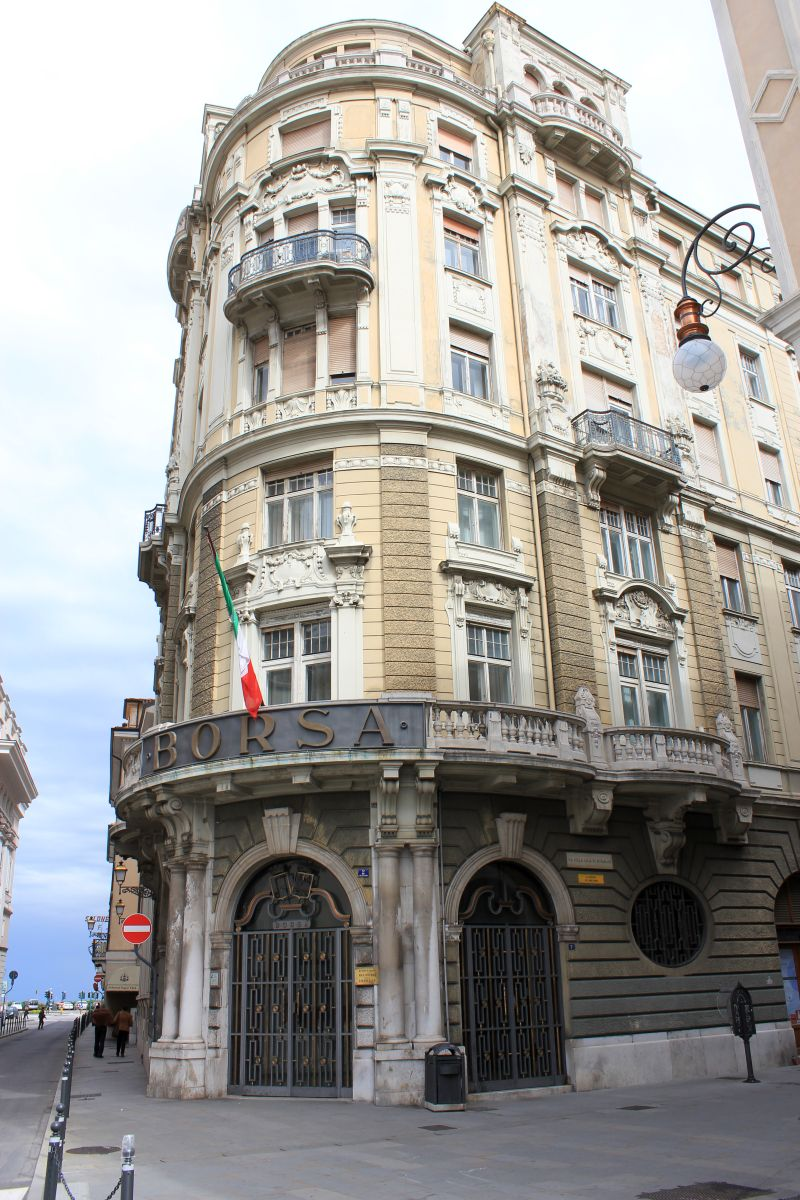
Palazzo Dreher, Triest

Emil Bressler war ein zu seiner Zeit bei Großbürgertum und Adel sehr geschätzter Architekt, dessen Vorliebe der repräsentativen neobarocken Formensprache galt. Zu seinen Werken zählen Schlösser und Palais ebenso wie Wohnbauten, Villen und Ausstellungspavillons.
- Druckereigebäude der Zeitungen Die Presse und des Wiener Extrablattes mit Büro- und Wohnhaus, Berggasse 31, Wien 9 (1882), mit Ludwig Baumann
- Palais und Wohnhaus, Heinestraße (früher Kaiser-Josefstraße) 4 / Josefinengasse 9–11, Wien 2 (1882), mit Ludwig Baumann
- Ausstellungsbauten, Amsterdam (1883)
- Ausstellungsbauten, Antwerpen (1885)
- Mausoleum der Familie Mallmann, Friedhof Mauer, Friedensstraße 16, Wien 23 (1885–1889)
- Hochbauten der Dampftramway, Liesing, Wien 23 (1886–1888), mit Ludwig Baumann, nicht erhalten
- Pavillon der Sportindustrie, NÖ Jubiläumsausstellung (1888)
- Jagdhaus Paul Eduard von Schoeller, Buchau, Steiermark (1890–1891)
- Wohn- und Geschäftshaus, Marc Aurel-Straße 8, Wien 1 (1891)
- Villa, Hardt-Stremayr-Gasse 14, Purkersdorf (1891–1892)
- Weltausstellung Chicago Rathaus in „Alt Wien“ (Wien vor 200 Jahren), Hauptportal und Fassade der österr. Ausstellung in der Industriehalle (1893)
- Villa Schreiber, Wintergasse 43, Purkersdorf (1894)
- Ehemaliges Palais Windischgrätz, Beletage, Renngasse 12, Wien 1 (1894–1895)
- Miethaus, Obere Donaustraße 103, Wien 2 (vor 1895), nicht erhalten
- Wohnhaus, Fasangasse 22 / Pettenkofengasse 5, Wien 3 (vor 1895), Dekor entfernt
- Palais Baron A. von Liebig, Pettenkofengasse 3, Wien 3 (vor 1895), nicht erhalten
- Wohn- und Geschäftshaus „Zum Eisgrübl“, Goldschmiedgasse 10 / Freisingergasse, Wien 1 (1895–1897)
- Mausoleum der Familie Stummer, Bodok (1896–1898)
- Hotel Bristol, Kärntner Ring 1–3, Wien (1898), Umbauten unter Einbeziehung der Nachbarbauten, mit Gustav Wittrisch
- Land- und Forstwirtschaftliche Ausstellung Wien, Keramischer Pavillon der Liechtenstein’schen Tonwarenfabrik Themenau (1898)
- Jubiläumsausstellung Wien, Haupteingang, Brauherrenpavillon (1898), mit Gustav Wittrisch, Kaiserzelt in der Rotunde
- Neues Schloss Jevišovice, Jaispitz (1898–1899), Adaptierung und Erweiterung
- Wohnhaus, Tiefer Graben 19, Wien 1 (1900), mit Gustav Wittrisch
- Bezirksgericht und Bundesjustizschule, Schloßstraße 7, Schwechat (1901–1902)
- Schloss Altkettenhof für Anton Dreher junior, Schwechat (1900–1902)
- Schloss Alexander Freiherr von Stummer, Bodok (1904–1905), Zu- und Umbauten
- Pfarrkirche in Pressburg-Blumenthal (um 1906), mit Fritz Rumpelmayer, Zuschreibung fraglich
- Generalplan der Kaiser-Jubiläumsausstellung in Wien (1908)
- Wohnhaus „Kaiserin Elisabethheim“, Blindengasse 44, Wien 8 (1910)
- Villa Wessely (Angeli), Hinterleitenstraße 5, Reichenau an der Rax (1911–1912), mit Gustav Wittrisch
- Burg Liechtenstein, Maria Enzersdorf, Adaptierung
- Palazzo Dreher, Triest
- Sparkasse, Pressburg, mit Fritz Rumpelmayer
- Adaptierung der Bildgalerie im Palais Liechtenstein, Wien